# Мишић подизач горње усне
Мишић подизач горње усне (лат. musculus levator labii superioris) је парни мишић главе, који има облик танке пљоснате мишићне траке. Пружа се косо наниже и унутра од спољашње стране горње вилице (непосредно испод отвора очне дупље) до дубоке стране спољашње половине коже горње усне.
У инервацији овог мишића учествују јабучне гране фацијалног живца, а улога му се огледа у повлачењу горње усне навише и унапред. Мишић подизач горње усне припада групи мимичних мишића, пошто лицу даје израз нерасположења и жалости.